# 구라조촌
구라조촌(蔵増村)은 야마가타현 히가시무라야마군에 설치되었던 촌이다.